# Station Nieuw Vennep (Schiphollijn)
Station Nieuw Vennep is het spoorwegstation van Nieuw-Vennep (gemeente Haarlemmermeer) aan de Schiphollijn, gelegen aan de oostrand van het dorp. Van 1912 tot en met 1935 was er reeds een station Nieuw Vennep aan de Haarlemmermeerspoorlijn Hoofddorp - Leiden Heerensingel. Beide stations heetten 'Nieuw Vennep' (zonder koppelteken), terwijl de plaatsnaam 'Nieuw-Vennep' luidt (met koppelteken), omdat het koppelteken bij de Nederlandse stations gereserveerd is voor stationsnamen die uit twee plaatsnamen bestaan (e.g. Driebergen-Zeist).
Op 31 mei 1981 werd het nieuwe station Nieuw Vennep geopend aan de Schiphollijn, toen nog met een eenvoudig stationsgebouwtje. In 1986 werd het nieuwe station in gebruik genomen. Sinds 2005 ligt vlak bij de HSL Zuid, die ter hoogte van het station zuidwestelijke richting afbuigt langs de A4 naar Rotterdam. Het station heeft reeds een toegangspoorten voor de OV-chipkaart.

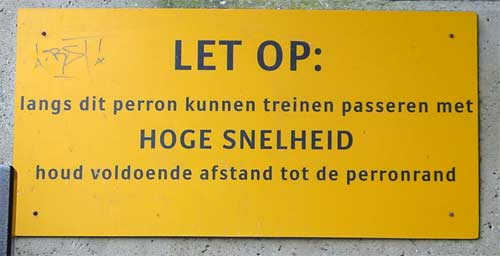
Waarschuwingsbord voor passerende treinen.

Omdat de baanvaksnelheid tussen Hoofddorp en Den Haag Mariahoeve 160 km/h bedraagt, in plaats van de in Nederland gebruikelijke 140 km/h, wordt op dit station gewaarschuwd voor met hoge snelheid passerende treinen. Dit gebeurt door middel van gele borden naast de trappen naar de perrons en gele zigzaglijnen op de perrons. Soortgelijke waarschuwingen bevinden zich op station De Vink.
Om het gebruik van het openbaar vervoer te stimuleren is het, sinds een succesvolle proef in 2008, gratis om tot 24 uur op het parkeerterrein naast het station te parkeren.

## Treinen
In Nieuw Vennep stoppen de volgende treinseries:
| Serie | Treinsoort    | Route | Bijzonderheden                                                                                     |
| ----- | ------------- | --- | -------------------------------------------------------------------------------------------------- |
| 4300  | Sprinter (NS) | Den Haag Centraal – Leiden Centraal – Nieuw Vennep – Schiphol Airport – Amsterdam Zuid – Weesp – Almere Centrum – Almere Buiten – Almere Oostvaarders – Lelystad Centrum | |
| 5700  | Sprinter (NS) | Utrecht Centraal – Hilversum – Weesp – Amsterdam Zuid – Schiphol Airport – Hoofddorp – Nieuw Vennep – Leiden Centraal                                                    | Rijdt niet na 20:00 uur. Rijdt vrijdag en in het weekend niet tussen Hoofddorp en Leiden Centraal. |

## Bussen
| Soort bus  | Lijn | Route | Vervoerder |
| ---------- | ---- | --- | ---------- |
| streekBuzz | 22   | Station Nieuw Vennep - Centrum - Getsewoud - Beinsdorp - Hillegom - De Zilk - Noordwijkerhout - Noordwijk - Katwijk aan den Rijn - Valkenburg (Zuid-Holland) - Oegstgeest - Leiden Centraal | Qbuzz      |
| Streekbus  | 162  | Station Hoofddorp - Centrum - Graan voor Visch - Nieuw-Vennep, Welgelegen - Linquenda - Oost - Station Nieuw Vennep - Zuid - Lisserbroek - Lisse Centrum                                    | Connexxion |
| Streekbus  | 164  | Station Nieuw Vennep - Zuid - Abbenes - Buitenkaag | Connexxion |

## Ontwikkeling aantal reizigers
Het aantal door NS vervoerde reizigers (per gemiddelde werkdag) ontwikkelde zich sedert 2019 als volgt:
| Jaar | Aantal reizigers |
| ---- | ---------------- |
| 2019 | 3.769            |
| 2020 | 1.680            |
| 2021 | 1.795            |
| 2022 | 2.544            |
| 2023 | 2.988            |
| 2024 | 2.797            |

## Afbeeldingen

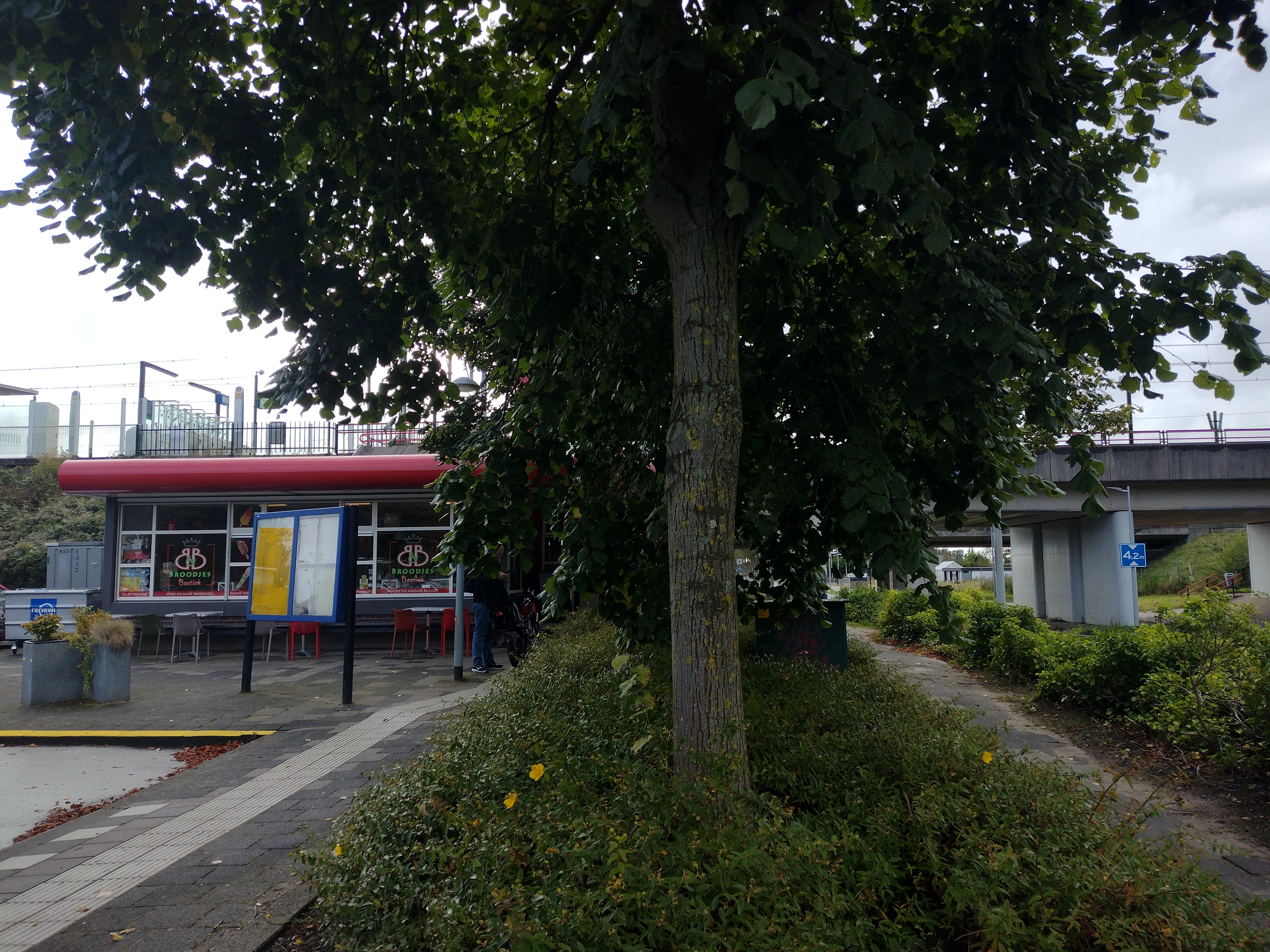
Voorzijde van het station met het stationsgebouw
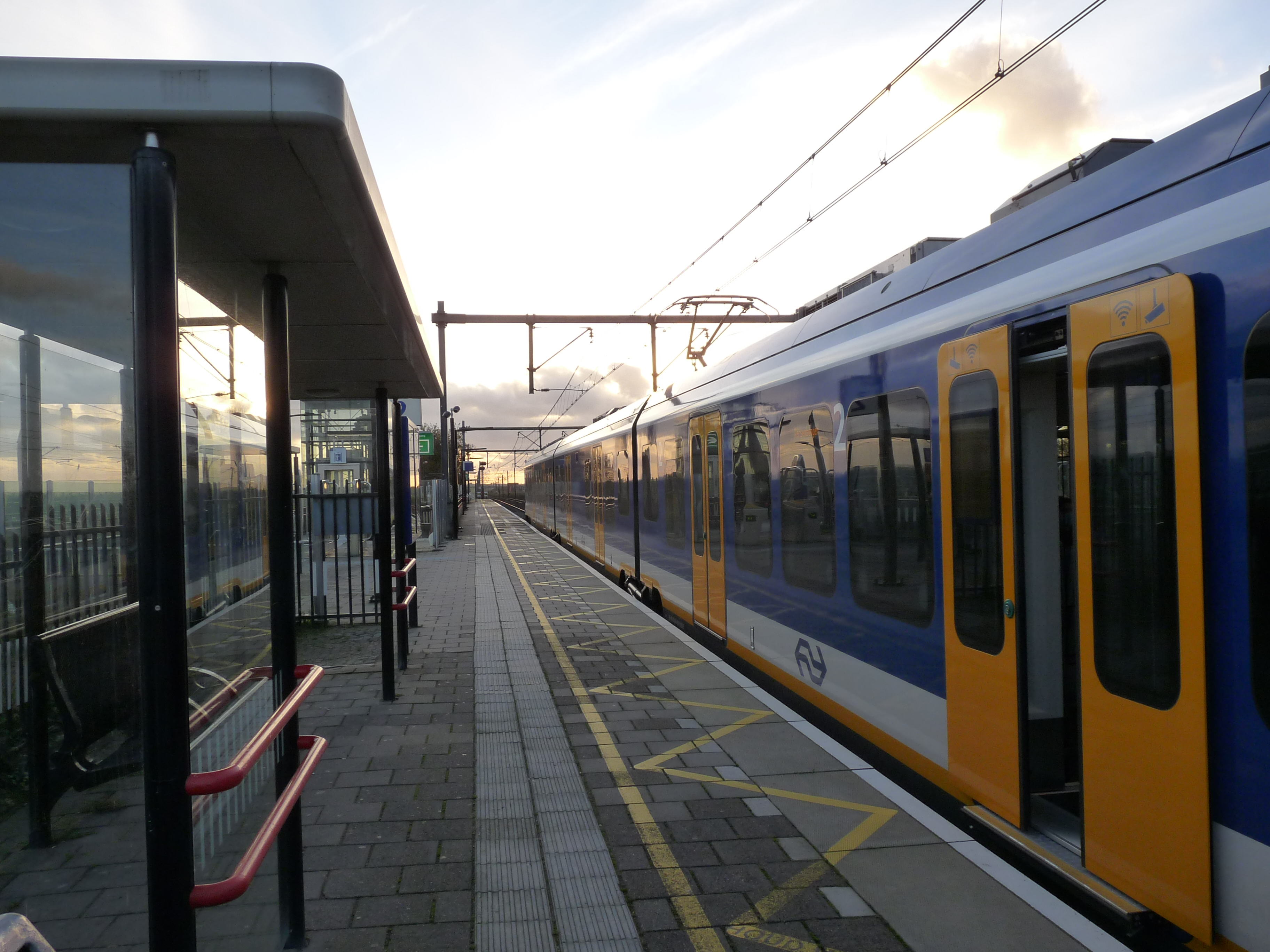
Sprinter op het station
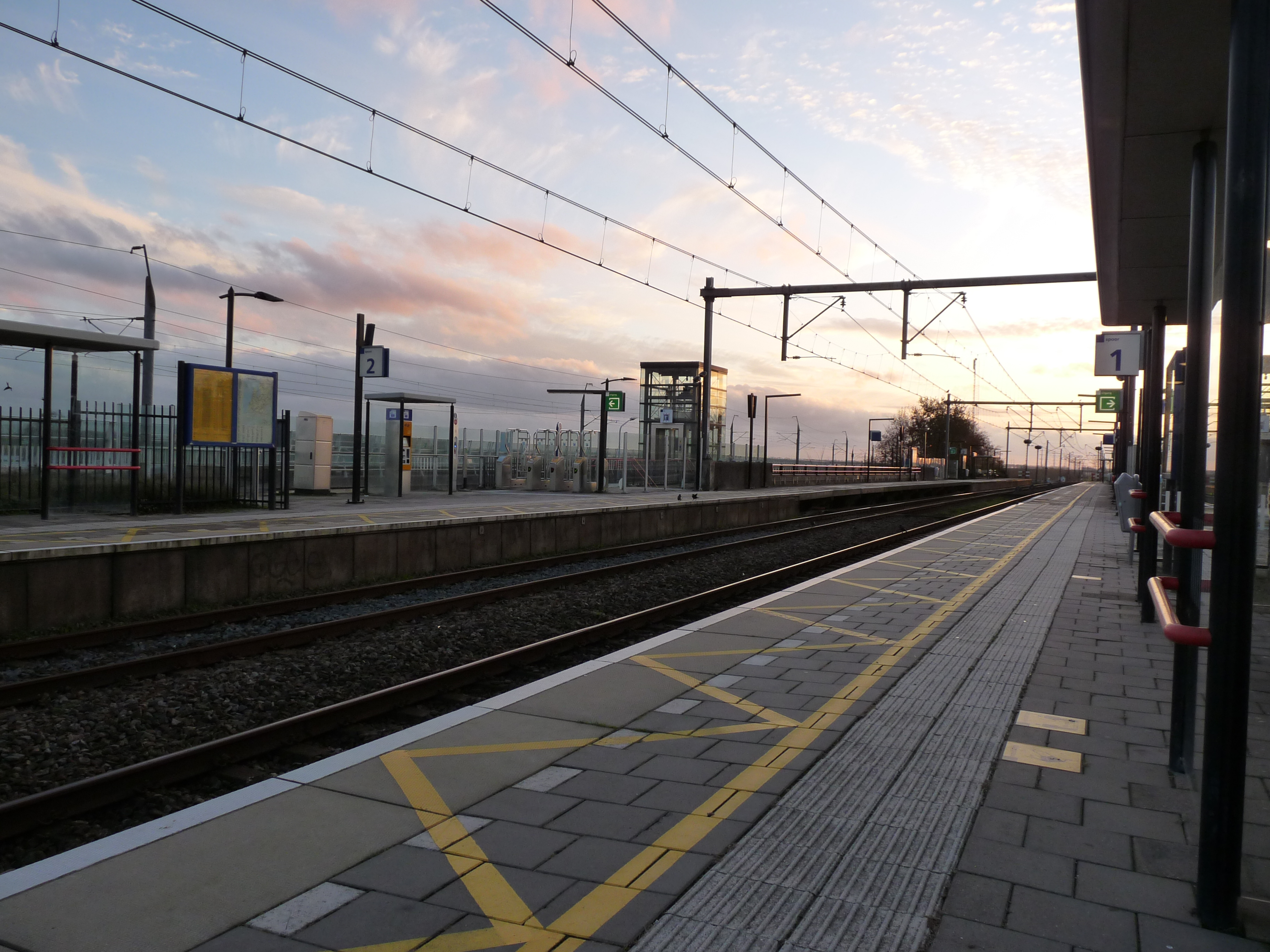
De perrons
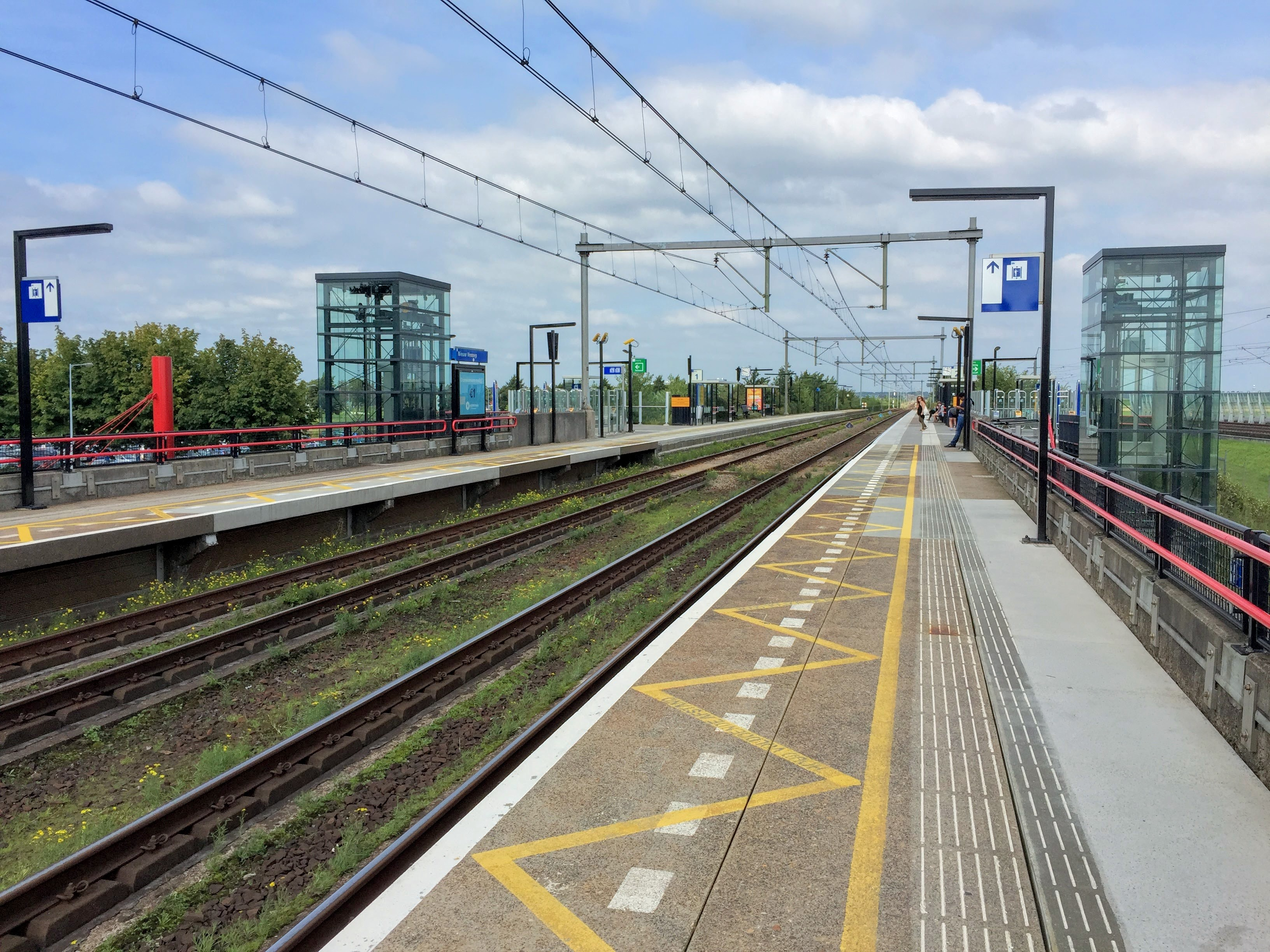
Perrons
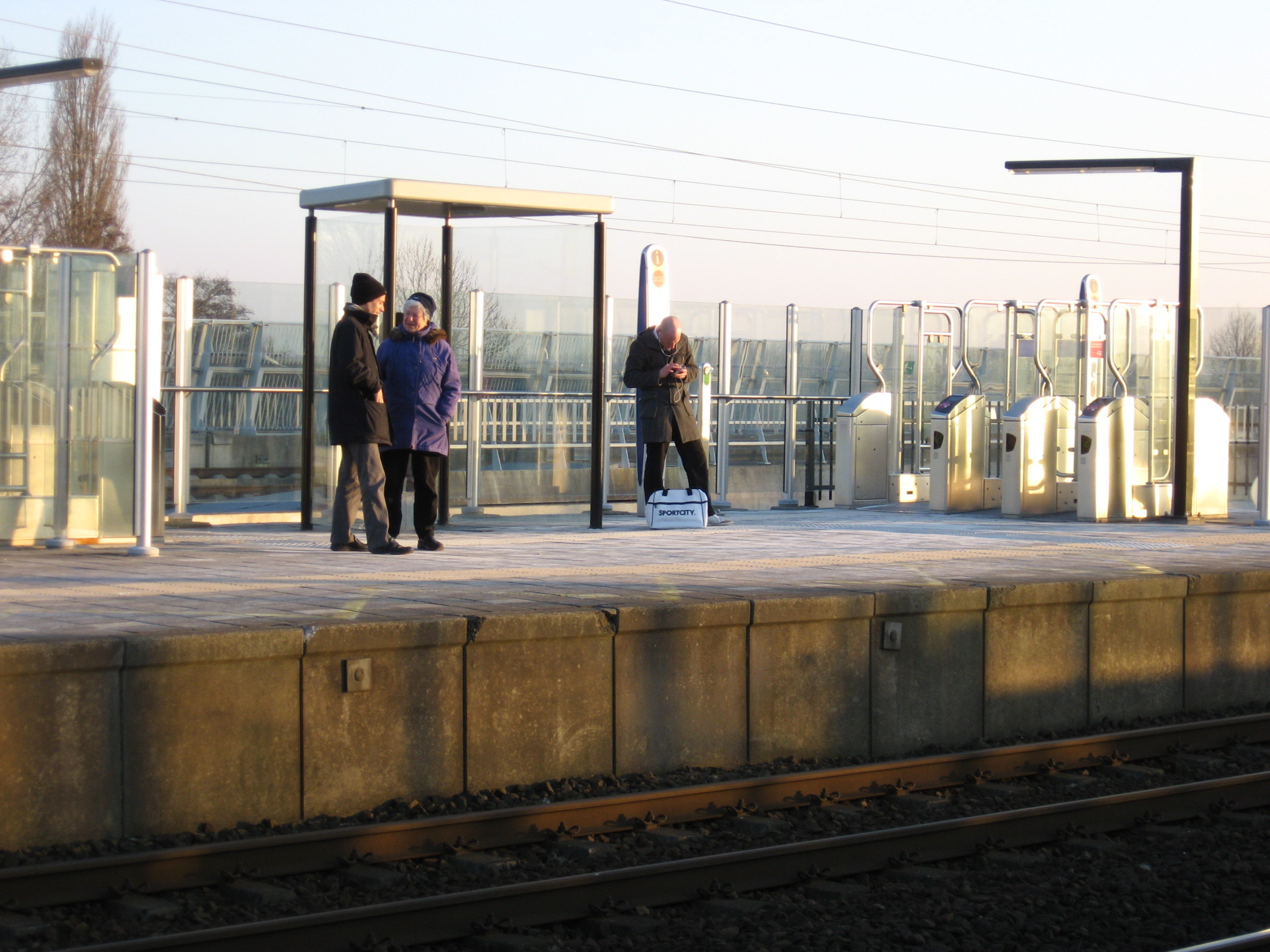
Wachtende reizigers in de buurt van de poortjes
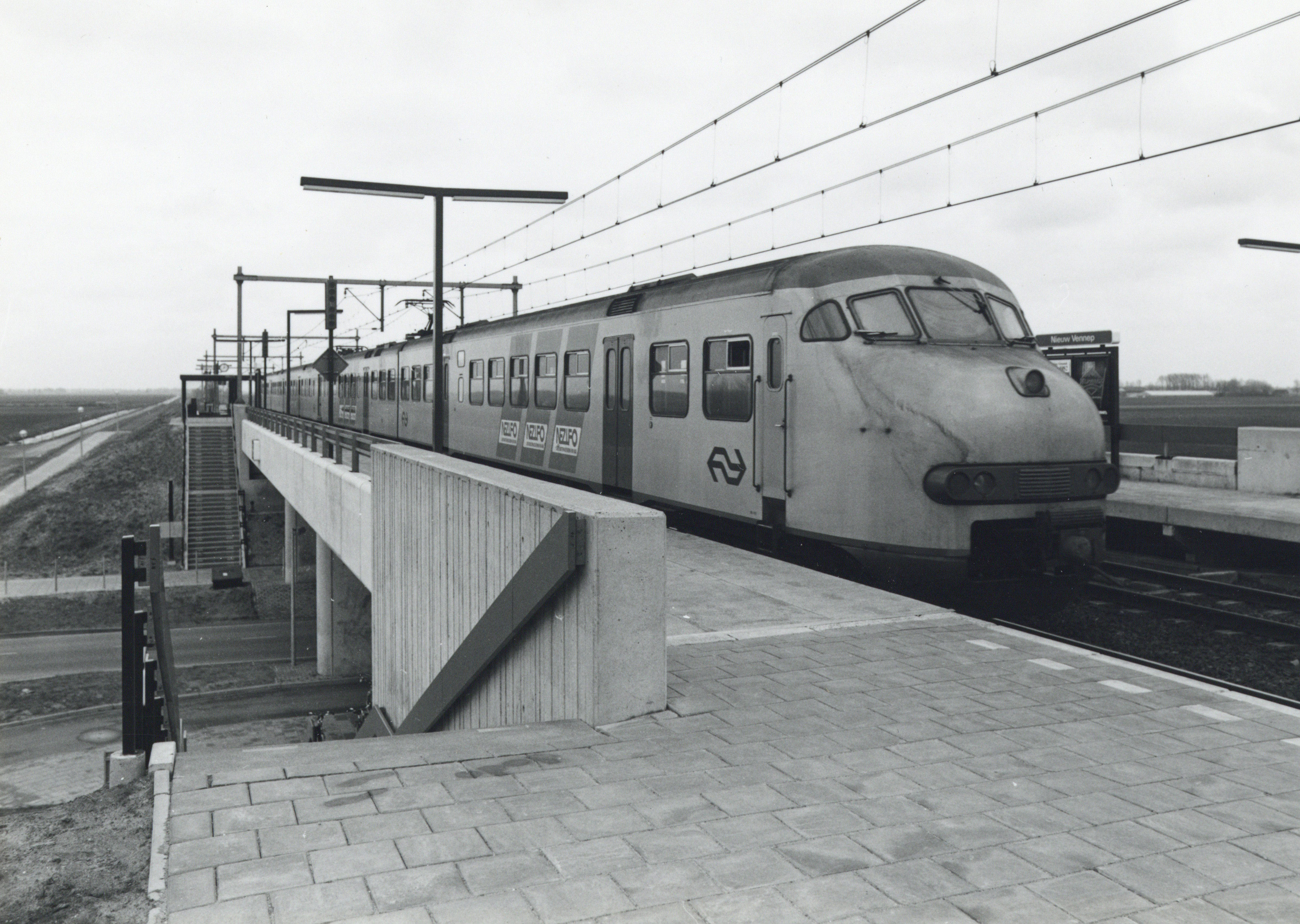
Plan T op het station